# 北海—居林大道
北海-居林大道（BKE ，亚洲高速大道路线) 是马来西亚一条短程高速大道。这条长约17公里的高速大道衔接西边的槟城州峇东埔的北海-诗不郎再也收费站路（北海外环公路支线）与东边的居林鲁乃。它也连接至吉打华玲和霹雳宜力的东西大道的主要路线。

## 历史
北海-居林大道与1994年12月开始建造，并于1996年9月竣工。 由于那时大山脚市内的交通逐渐增加，所以需要一条大道连接到吉打居林和鲁乃来疏解北海至大山脚的交通。大道建成后，当时槟城州第一和最大的美嘉广场也随即建设。
南北大道有限公司（PLUS Expressway Berhad）的子公司，北海-居林大道私人有限公司(Konsortium Lebuhraya Butterworth-Kulim (KLBK) Sdn Bhd)被赋予建造并管理超过四条双向车道（含摩托车道）与大道上的各种设施的授权与合约，合约期长达32年（1994年6月至2026年6月，包括2年的建设期）。在这之后，大道的管理权将交由马来西亚联邦政府 。

## 特点
- 地理上，KM 5.00（始点）与KM 11.00之间的地面较为平坦，穿过稻田。从KM 11.00至KM 19.00，地面稍微呈波形，有小斜坡。KM 19.00至KM 21.78（终点）的地面平坦，主要穿过胶原和发展中住宅区。
- 9条混凝土桥建设于北海-居林大道，包括3条跨越河，包括孟光河（Sungai Mengkuang）、居林河（Sungai Kulim）和加拉岸河（Sungai Karangan）的大桥，其他的桥则跨越普通公路和铁轨。
- 时速限制为90km/h。
- 4条双向车道
- 紧急电话亭
- 摩托车道

## 收费
注:现收费站只接受一触即通卡、南北大道里程卡（PLUSMiles）、RFID TAG或SmartTAG付费。不接受现金支付。

### 鲁乃收费站
| 级别 | 交通工具种类                          | 收费（令吉） |
| ---- | ------------------------------------- | ------------ |
| 0    | 摩托车、自行车或拥有2轮以下的交通工具 | 免费         |
| 1    | 拥有2轴与3或4轮的交通工具，除了计程车 | 1.60         |
| 2    | 拥有2轴与5或6轮的交通工具，除了巴士   | 3.20         |
| 3    | 拥有3轴或以上的交通工具               | 4.80         |
| 4    | 计程车                                | 0.80         |
| 5    | 巴士                                  | 0.80         |

### 高巴三万收费站
| 级别 | 交通工具种类                          | 收费（令吉） |
| ---- | ------------------------------------- | ------------ |
| 0    | 摩托车、自行车或拥有2轮以下的交通工具 | 免费         |
| 1    | 拥有2轴与3或4轮的交通工具，除了计程车 | 1.60         |
| 2    | 拥有2轴与5或6轮的交通工具，除了巴士   | 3.20         |
| 3    | 拥有3轴或以上的交通工具               | 4.80         |
| 4    | 计程车                                | 0.80         |
| 5    | 巴士                                  | 0.80         |

## 外部衔接
- 南北大道有限公司（页面存档备份，存于）
- 北海－居林大道官网